# Epirhyssa elegana
Epirhyssa elegana là một loài tò vò trong họ Ichneumonidae.